# Zbigniew Rylski
Zbigniew Wiesław Rylski, ps. „Andrzej”, „Brzoza”, przybrane nazwisko „Andrzej Kaczor” (ur. 23 stycznia 1923 w Lidzie) – podpułkownik Wojska Polskiego.

## Życiorys
Urodził się 23 stycznia 1923 w Lidzie, w rodzinie Zygmunta Rylskiego, pułkownika służby stałej piechoty Wojska Polskiego, i Janiny z Maliszewskich.
Uczył się w Szkole Powszechnej im. Konarskiego, a następnie po zdaniu egzaminu wstępnego w Gimnazjum Przyrodniczo-Matematycznym im. Augusta Witkowskiego w Jarosławiu.
W początkach 1939 wraz z rodziną wyjechał do Dubna na Wołyniu, gdzie został przeniesiony ojciec, tam kontynuował naukę w 3 klasie gimnazjum. Wraz z rodziną zamieszkał na terenie koszar 43 pułku Strzelców Legionu Bajończyków z Dubna. Należał do ZHP, początkowo do drużyny garnizonu 39 pułku piechoty Strzelców Lwowskich w Jarosławiu, a następnie do drużyny garnizonu 43 pp w Dubnie. Posiadał stopień harcerski ćwika. Wszystkie obozy harcerskie, które spędzał w czasie wakacji, organizowane były przy jednostce wojskowej, w okresie tzw. obozów przed manewrami.

## II wojna światowa
We wrześniu 1939 wojna zastała go w Dubnie. Tam też przed wkroczeniem wojsk Armii Czerwonej (17–18 września 1939), koszary 43 pp opuściły resztki służby kwatermistrzowskiej, zostały tylko rodziny wojskowych z dziećmi. Młodzież harcerska z własnej inicjatywy przejęła nadzór nad koszarami w ramach tzw. „pogotowia harcerskiego”. Przejęto wszystkie dostępne klucze od pomieszczeń furtek i bram. W toku lustracji kancelarii pułkowej wraz z innym harcerzem Zbigniewem Kubickim (synem dowódcy pułku), przejęli 2 płaty sztandarowe pułkowe i ryngrafy pamiątkowe, eksponowane w gablotach kancelarii i przenieśli je do własnego mieszkania na terenie koszar.
Na przełomie września i października inicjował i organizował pomoc jeńcom przebywającym w obozie przejściowym, zorganizowanym przez NKWD na terenie cmentarnym przy kościele garnizonowym, wewnątrz koszar. Posiadane klucze do furtek i bram umożliwiały przekazywanie jeńcom żywności, ubrań cywilnych oraz organizowanie dla wielu ucieczki z obozu, a tym samym uratowanie życia.
Wobec perspektywy wysiedlenia rodzin wojskowych z koszar na terenie przedmieścia Dubna – na Surmicze, w przeddzień wysiedlenia, zakopał na terenie rodzinnego ogródka działkowego większy płat sztandaru wraz z drzewcem, ryngrafy pamiątkowe i cenne książki z domu.
W końcu października 1939 zagrożony wywiezieniem w głąb ZSRR, wraz z matką i rodzeństwem wyjechał z Dubna do Brześcia, skąd przy pomocy opłaconych przewoźników przedostał się przez rzekę Bug do Terespola, a następnie do Warszawy. Przedtem w tajemnicy przed rodziną owinął się drugim płatem sztandaru pod ubraniem, jeden ryngraf zawiesił na szyi i tak przebył podróż. W pierwszych dniach listopada wraz z matką i rodzeństwem znalazł się w Warszawie w mieszkaniu babci przy ulicy Widok 1.
Do tego mieszkania po paru dniach przybył ojciec, który spodziewał się wiadomości o rodzinie, a który przebywał w Warszawie, pełniąc już wtedy funkcję dowódcy 1 Rejonu ZWZ. Spotkanie było entuzjastyczne, a ponadto średni syn wręczył mu płat sztandaru i ryngraf 43 pułku. Po krótkim czasie ojciec zakonspirowany jako sekretarz RGO na Pradze, załatwił mieszkanie przy ul. Targowej 15 m. 47, w którym zamieszkała cała rodzina.
W 1940 za pośrednictwem „Lwowicza 1” (Mieczysław Weitzkorn) – współpracownika Aleksandra Kamińskiego – od 1941 komendanta Okręgu Praga, Organizacji „Małego Sabotażu” – „Wawer”, wstąpił do „Szarych Szeregów” na Pradze i tam brał udział w akcjach sabotażowych.
W lutym 1942 został przekazany do dyspozycji zastępcy komendanta do spraw taktycznych VI Obwodu AK, podpułkownika Antoniego Żurowskiego ps. „Bober”, „Andrzej”, „Antoni” i zaprzysiężony. Od marca 1942 do lutego 1944 pełnił funkcję łącznika Komendy Obwodu do komendantów Rejonów i komendanta Okręgu. W 1943 rozpoczął i ukończył drugi turnus Szkoły Podchorążych Rezerwy Piechoty Obwodu w Otwocku, równolegle przerabiając komplety maturalne i równocześnie uczęszczając na kurs samochodowy na Pradze.
W latach 1942–1944 był zawodnikiem RKS „Marymont” i brał udział w rozgrywkach o mistrzostwo Warszawy w ramach konspiracyjnego Okręgowego Związku Piłki Nożnej Klub RKS „Marymont” Warszawa występował w barwach biało-czerwonych. Został zaliczony do tzw. „Niezłomnych” „OZPN”. W 2001, w 90. rocznicę został wyróżniony złotym medalem „Zasłużonemu”.
W międzyczasie aresztowany w łapance ulicznej przebywał kilka dni na Pawiaku i następnie w obozie przejściowym przy ul. Skaryszewskiej na Pradze, skąd wysyłano go do pracy przymusowej w Niemczech. Wyreklamowany przez organizację, przez szereg miesięcy ukrywał się u ciotki Bronisławy Maliszewskiej, a następnie u rodziny Stanisława Gawryszewskiego w Radości.
W marcu 1944 po aresztowaniu ojca, Zygmunta Rylskiego, dowódcy VI Obwodu AK na Pradze, na polecenie zastępcy dowódcy VI Obwodu, podpułkownika Żurowskiego „Bobera” przeszedł na teren III Obwodu AK „Wola” i został zadekowany w LHD, na terenie szkoły przy ul. Karolkowej, używając lewych dokumentów na nazwisko Andrzej Kaczor. Trzeba tu podkreślić, że LHD zabezpieczało przed wywiezieniem na przymusowe roboty do Niemiec. Punkty LHD znajdowały się na ul. Langiewicza i Karolkowej. Przy Langiewicza było zadekowanych wielu żołnierzy z „Zośki”.
W grupie kontrwywiadu III Obwodu AK objął funkcję wywiadowcy, używając pseudonimu „Andrzej”. Głównym terenem obserwacji była Wola, a szczególnie arteria wschód-zachód – ul. Wolska.
W ramach LDH uczęszczał na kurs sanitarny, zorganizowany w Szpitalu Maltańskim. Tam też zetknął się z lekarzami: dr. Dreyzą, dr. Żebrowskim, dr. Boguszewskim i komendantem szpitala Stanisławem Milewskim-Lipkowskim.
W powstaniu warszawskim, 1 sierpnia 1944 o godz. 16.30 w grupie szturmowej III Obwodu brał udział w zdobywaniu kompleksu szpitalnego na Czystem, zajmowanym przez Wehrmacht. Grupa szturmowa została rozbita i rozproszona.
Po powrocie do szkoły przy ul. Karolkowej, skąd wyruszył z grupą szturmową, natknął się przy ul. Leszno na grupę żołnierzy z 2. kompanii pod dowództwem Stanisława „Kopcia” Jastrzębskiego z batalionu „Parasol”. „Kopeć” skierował go do budowy barykady przy rogu ul. Żytniej i Młynarskiej. Tam został wcielony do II plutonu szturmowego 1 kompanii bataliony „Parasol”. Od tej chwili pod dowództwem sierżanta pchor. Janusza „Gryfa” Brochewicza-Lewińskiego, jako zwykły żołnierz brał udział w obronie barykady, w wypadach rekonesansowych na ulicy Długosza Tyszkiewicza i na plac Opolski. Nie mógł podać swojego stopnia (kapral podchorąży), gdyż nie miał przy sobie żadnych dokumentów. W dalszej fazie uczestniczył w obronie budynków przy ul. Górczewskiej i następnie w obronie arterii wschód-zachód (ul. Wolska na terenie pałacyku i młynów Michlera). Po wielu atakach niemieckich i walk obronnych, pod dowództwem „Gryfa” brał udział w brawurowym wypadzie na teren zajęty przez Niemców, w celu unieszkodliwienia czołgów, próbujących przebić się ulicą Wolską.
Przebieg wypadu był następujący: grupa czteroosobowa – „Gryf”, „Brzoza”, „Jasiek” (Jan Żuchniewski – Nadolski) i „Krzych” (Krzysztof Palaster) po przejściu ogrodami Wawelberga do ulicy Działdowskiej, a następnie od strony północnego skrzydła budynku dostała się na klatkę schodową. „Gryf” i „Brzoza” pozostawiając na ubezpieczeniu „Jasia” i „Krzysia” przedostali się na trzecie piętro i przeszli korytarzem na stronę południową. W momencie pojawienia się czołgów, z okien obrzucili granatami ze zrzutów i butelkami zapalającymi dwa czołgi, z których jeden zaczął płonąć, a drugi się wycofał. Tą samą drogą wycofali się z akcji, przedtem jeszcze wyrzucili pozostałe granaty na klatkę schodową od strony południowej, gdzie na dole byli Niemcy. Cała grupa bez strat powróciła do pałacyku.
Po wycofaniu się obrońców arterii Wolskiej z pałacyku i młynów Michlera brał udział w dalszych walkach przy ul. Młynarskiej, Wolskiej i na terenie przyległym do Wenecji, przy Górczewskiej, a następnie w obronie cmentarza kalwińskiego i ewangelickiego.
6 sierpnia w grupie „Gryfa” uczestniczył w udanym, wyprzedzającym wypadzie z terenu cmentarza na ul. Młynarską przeciwko dwóm czołgom. Po powrocie na cmentarz kalwiński był świadkiem śmierci kilku żołnierzy, a wśród nich „Anny” (Krystyny Wańkowicz) łączniczki d-cy 1 kompanii „Rafała”.
8 sierpnia 1944 r. w walkach o cmentarze ranny w prawe przedramię. Tego samego dnia w dalszym toku bardzo intensywnych walk obronnych na cmentarzu ewangelickim w pobliżu kaplicy Halpertów wyniósł z pola walki ciężko rannego dowódcę „Gryfa” (postrzał twarzy – uszkodzenie szczęki), dostarczył go do sanitarki, a następnie do szpitala Jana Bożego przy ul. Bonifraterskiej, dopilnowując natychmiastowego zabiegu, po czym wrócił na linię walki.
W niedziele 9.09 w składzie poszedł z Woli na Stare Miasto. Pierwsze trzy dni od 10.08 – 13.08, to walki i obrona z przedpola pałacu Krasińskich, stanowisk na gruzach getta (przy Gęsiej i Nalewek). 13.08 w czasie jednego z kontrataków został ciężko ranny (po raz drugi – zniszczenie nadgarstka lewej ręki). Z miejsca zranienia, terenu gruzów getta, o własnych siłach dowlókł się do Pałacu Krasińskich i przed wejściem od strony ogrodów stracił przytomność. Po doprowadzeniu go do sanitariatu, mieszczącego się w pałacu, pomocy udzielił mu Zbigniew Dworak ps. „Dr Maks”, dokonując zabiegu chirurgicznego i tym samym uratował mu lewą rękę.
Jako rekonwalescent od 13 do 19 sierpnia przebywał w szpitalu polowym w pałacu i tam spotkał swojego kuzyna Jerzego Dargiela, pseudonim „Henryk” i „Juda” d-cę IV plutonu 1 kompanii, też rannego. Po paru dniach rekonwalescencji powrócił na linię walki. Brał udział w dalszych walkach obronnych i potem, w próbie przebicia się do Śródmieścia.
Po nieudanej próbie przebicia się w nocy od 31.08 na 1.09 wraz z grupą rannych, przeszedł kanałami do Śródmieścia, wychodząc z kanału przy ul. Wareckiej. Po wypoczynku, najpierw w Konserwatorium przy ul. Okólnik, wraz z innymi przeszedł do punktu zbiorczego w budynku poselstwa Bułgarskiego w Alejach Ujazdowskich, a następnie w pierwszej grupie na Czerniaków, na kwatery przy ul. Zagórnej.
W ramach resztek batalionowych 120-140 ludzi, w sile niespełna kompanii, brał udział w walkach obronnych przy Ludnej 7, 9, budynku PKO (róg Ludnej i Okrąg) Okrąg 2 i przyległych domów, Wilanowskiej 14 na terenie magazynów Społem, Solec 53, Wilanowskiej 5, 3 i 1 (ostatni bastion). Obrona skrawka Wilanowskiej zdziesiątkowała resztki parasolarzy.
W nocy 23 na 24 września przepłynął wpław Wisłę (pomimo posiadanego na ręce gipsu) i dostał się na drugi brzeg. Został przejęty przez żołnierzy artylerii LWP i tam na Saskiej Kępie goszczony.
Po kilku dniach aresztowany przez Informację Wojska Polskiego i przewieziony do szpitala w Otwocku. Ze szpitala salwował się ucieczką, aby uniknąć represji i wywózki. Miał wówczas dwie możliwości działania, kontynuować pracę konspiracyjną lub zgłosić się do Wojska Polskiego. Wybrał drugą opcję i 14 października 1944 r. wstąpił w szeregi 2 Armii Wojska Polskiego. Otrzymał przydział do 5 samodzielnego batalionu transportu samochodowego z miejscem postoju we wsi Niemce po Lublinem. Jako wyszkolony podchorąży i kierowca, pełnił kolejno funkcję dowódcy drużyny i plutonu. Następnie przeniesiony został do 6 samodzielnego batalionu transportu samochodowego, w którym do zakończenia wojny był szefem kompanii. Przeszedł cały szlak bojowy batalionu. Brał bezpośredni udział w forsowaniu Nysy, organizując dowóz pontonów do przeprawy pod ogniem nieprzyjaciela, tam został ranny po raz trzeci.

## Okres powojenny
Po zakończeniu wojny w końcu maja 1945 r. jednostka została skierowana do miejscowości Kicin pod Poznaniem. Tu w lipcu został aresztowany przez służbę Informacji Wojskowej i przetrzymywany w śledztwie. Pomoc kolegów umożliwiła mu ucieczkę i przejazd do Warszawy. Ukrywał się w Warszawie na Woli u pp. Leokadii i Juliana Śmielaków, zamieszkałych przy ul. Zawiszy 4, których poznał w czasie okupacji. Dla odwrócenia uwagi sąsiadów pełnił funkcję wozaka platformy konnej.
We wrześniu 1945 r. zgłosił się do Komisji Likwidacyjnej AK w BGK i po rozmowie z pułkownikiem Janem Mazurkiewiczem „Radosławem”, posiadając dokument ujawnienia ze stopniem podchorążego, powrócił do jednostki w Kicinie, która przeformowana została w 38 samochodową kompanię szkolno-transportową Dowództwa Okręgu Wojskowego Nr I w Warszawie. Jednostka została ulokowana przy ul. Litewskiej w Warszawie na terenie dawnego zakładu Salezjanów. Na przełomie września i października po rozmowach w dowództwie okręgu otrzymał propozycję awansu na szefa 94 Okręgowego Składu Samochodowego DOW-I w Warszawie przy ul. Gocławskiej 10, na terenie dawnej szkoły.
W parę dni potem, jeszcze formalnie nie przejął funkcji, został po raz trzeci aresztowany przez służbę Informacji Wojskowej i doprowadzony do zakamuflowanego więzienia, mieszczącego się w prywatnej willi przy ulicy Płockiej 11 na Woli. Przez trzy miesiące od 14 października 1945 r. w dzień i w nocy przeprowadzono dochodzenie, maltretując psychicznie i fizycznie, którego celem było udowodnienie przynależności do organizacji podziemnej, mającej za zadanie obalenie ustroju.
17 stycznia 1946 r. w procesie pokazowym, wobec kadry i żołnierzy, Wojskowy Sąd Garnizonowy ogłosił wyrok kary śmierci (oczywiście z prawem odwołania się do prezydenta). W tym samym dniu pod konwojem został doprowadzony do więzienia na Pradze przy ul. 11 Listopada i umieszczony w pojedynce. W dwa dni potem, etapami w transportach, do Wronek, Rawicza i Sieradza przewieziony w wagonach towarowych. W więzieniu w Sieradzu przybywał do 20 marca 1947 r. i został zwolniony w ramach następnej amnestii. Prokuratura Wojskowa Okręgu Warszawskiego postanowieniem z dnia 12 marca 1947 r. zarządziła zwolnienie z więzienia z zaleceniem skierowania do właściwej RKU celem zdemobilizowania z wojska. Z treści decyzji i zawartej w niej klauzuli wyroku można stwierdzić, że wyroku kary śmierci w ogóle nie było i ogłoszono go w czasie rozprawy jedynie dla odstraszenia kadry i żołnierzy. Faktycznie wyrok opiewał na karę łączną 2 lata. Formalnie został zdemobilizowany z wojska 11 lipca 1947 r. bez żadnych adnotacji o skazaniu i przebywaniu w więzieniu.
Przedtem podjął pracę w Polskiej YMCA. Ze względu jednak na likwidację tej organizacji przez władze, zmuszony został do poszukiwania innej pracy. Od 17 czerwca 1947 r. został zatrudniony jako kierowca w Centralnym Zarządzie Zakładów Graficznych w Warszawie. W grudniu tego roku przeniesiony służbowo do Centrali Zaopatrzenia Przemysłu Poligraficznego na stanowisku głównego magazyniera. Od marca 1950 r. powołany na stanowisko kierownika działu importu, a od lutego 1951 r. objął stanowisko zastępcy kierownika działu handlowego w tej Centrali. W czerwcu 1952 r. mianowany szefem działu handlowego. Po dwóch latach pracy na tym stanowisku i po reorganizacji Centrali, został przeniesiony służbowo do Centralnego Zarządu Poligraficznego na stanowisko starszego ekonomisty, z przewidywanym przeniesieniem do nowo organizowanej Drukarni na Pradze, na stanowisko kierownika działu zaopatrzenia i inwestycji. Po dziewięciu latach pracy w tej drukarni, od marca 1963 r. z polecenia Zjednoczenia został przeniesiony do Domu Słowa Polskiego na to samo stanowisko i pracował tam do 1973 r. W międzyczasie studiował i ukończył dwuletnie pomaturalne studium ekonomiki i uzyskał dyplom ekonomisty. Przez pięć kolejnych lat pracował w Zakładach Graficznych „RSW Prasa” na stanowisku kierownika działu inwestycji, zaopatrzenia i administracji.
Inwalidztwo wojenne i zbieg ukończenia 55 lat umożliwiły mu przejście na emeryturę w 1978 r. Po dziesięciu latach przerwy od 1988-1990 ponownie pracował w Zakładach Graficznych Dom Słowa Polskiego na niepełnym etacie, jako specjalista ds. zaopatrzenia i gospodarki materiałowej. W okresie pracy w DSP od 1970 r. opracował indeks materiałowy dla przemysłu poligraficznego, zawierający 360 tys. haseł, wydany w 5 tys. egzemplarzy.
W 1993 r. wystąpił z wnioskiem do Sądu Wojewódzkiego o zaliczenie okresu przebywania w śledztwie i więzieniu 1945–1947 jako represje polityczne. Postanowieniem Wojskowego Sądu Garnizonowego w Warszawie z dnia 4 czerwca 1997 r. i następnie Wojskowego Sądu Okręgowego z dnia 28 sierpnia 1997 r. wyrok z 17 stycznia został unieważniony.
Po długim okresie starań i wymianie korespondencji z Urzędem ds. Kombatantów i Osób Represjonowanych, dopiero po odwołaniu się do Naczelnego Sądu Administracyjnego, zostały mu przyznane rozszerzone uprawnienia kombatanckie i uznane jako uwięzienie za walkę o niepodległość i suwerenność Polski. Formalnie uprawnienia te Urząd przyznał mu 2 sierpnia 1999 r. W następstwie tych decyzji, po powtórnym odwołaniu się do Wojskowego Sądu Okręgowego w Warszawie, wyrokiem z dnia 22 stycznia 2003 r. w imieniu Rzeczypospolitej Polskiej zostały mu przyznane zadośćuczynienie i odszkodowanie materialne.
Żonaty z Heleną z Miałkowskich (1921–1970), z którą miał dwóch synów: Jacka (ur. 1949), magistra bibliotekarstwa i informatyki naukowej, absolwenta Uniwersytetu Łódzkiego, i Marka (1950–1981) porucznika inżyniera, absolwenta Wyższej Oficerskiej Szkoły Wojsk Zmechanizowanych we Wrocławiu, który w 1973 uległ wypadkowi i po ośmiu latach ciężkiego kalectwa zmarł. Żonaty po raz drugi z Wiesławą Teresą z Kotarskich, kierownikiem redakcji. Z tego związku miał dwie córki: Ewę (ur. 1953) magistra pedagogiki, absolwentkę Uniwersytetu Warszawskiego, i Elżbietę (ur. 1959), absolwentkę dwuletniego pomaturalnego studium językowego.

## Awanse
- kapral podchorąży
- podporucznik – 6 czerwca 1990 zweryfikowany ze starszeństwem z 1944[1]
- porucznik – 6 maja 1993[2]
- kapitan – 27 lipca 1998[3]
- major – 11 listopada 2006[4]
- podpułkownik – 24 października 2018 r.[5]

## Ordery i odznaczenia
- Krzyż Srebrny Orderu Virtuti Militari
- Krzyż Oficerski Orderu Odrodzenia Polski
- Krzyż Kawalerski Orderu Odrodzenia Polski
- Krzyż Walecznych (dwukrotnie)
- Złoty Krzyż Zasługi z Mieczami
- Medal Wojska (czterokrotnie)
- Krzyż Partyzancki
- Warszawski Krzyż Powstańczy[6]
- Medal „Za udział w wojnie obronnej 1939”
- Srebrny Krzyż Zasługi
- Krzyż Armii Krajowej
- Medal za Warszawę 1939–1945
- Medal za Odrę, Nysę, Bałtyk
- Medal „Pro Memoria”
- Krzyż „Za Zasługi dla ZHP” z Rozetą z Mieczami
- Odznaka Zasłużony dla Warszawy
- Odznaka za Rany i Kontuzje (trzykrotnie ranny)

Źródło:.